# Paul Thomas Young
Paul Thomas Young (* 20. Mai 1892; † 15. Juni 1978) war ein US-amerikanischer Psychologe und Hochschullehrer, der sich vor allem mit Motivation und Emotion bei Menschen und Tieren befasste.

## Leben und Wirken
Young studierte am Occidental College und an der Princeton University. 1918 promovierte er an der Cornell University unter dem Experimentalpsychologen Edward Bradford Titchener. Nach einer kurzen Tätigkeit an der University of Minnesota ging er an die University of Illinois, an der er bis zu seiner Emeritierung 1960 forschte und lehrte.
Im Rahmen seiner Promotion untersuchte Young in einem experimentellen Design, ob angenehme und unangenehme Emotionen gleichzeitig erlebt werden können. Dabei kam er zu dem Schluss, dass dies nicht der Fall ist. „Gemischte Gefühle“ würden durch eine Vermischung von affektiven und kognitiven Komponenten zustande kommen. Dieses Thema prägte auch seine weitere Forschungsaktivität, zunächst mit Hilfe introspektiver Methoden bei Menschen. 1926 verbrachte er sein Sabbatical in Berlin mit Wolfgang Köhler, Max Wertheimer und Kurt Lewin. Später untersuchte er, in einem behavioralen Ansatz, unter anderem Abneigungen und Präferenzen von Ratten im Zusammenhang mit der Nahrungsaufnahme.

## Auszeichnungen
- 1965: Distinguished Scientific Contribution Award der American Psychological Association[1]

## Werke
- P. T. Young: Emotion in man and animal: Its nature and relation to attitude and motive. Oxford, England: Wiley, 1943.
- P. T. Young: The role of affective processes in learning and motivation. Psychological Review 66 (2), 1959, S. 104–125, doi:10.1037/h0045997.
- P. T. Young: Motivation and emotion: a survey of the determinants of human and animal activity. Oxford, England: Wiley, 1961.